# Karl Pöschel
Karl Pöschel (* 20. Januar 1931 in Leisnig; † 4. Dezember 2006) war ein Fußballspieler aus der DDR.

## Sportliche Laufbahn
Pöschel begann 1945 seine Fußball-Laufbahn in seinem Heimatort Leisnig, wo er zuletzt bei der BSG Motor Leisnig spielte. 1952 wechselte er im Alter von 21 Jahren auf Empfehlung des Lauterer Trainers Walter Fritzsch zum Oberliga-Aufsteiger BSG Empor Lauter. Bis zum Oktober 1954 absolvierte Pöschel für Lauter 42 Oberligaspiele.
Als im November 1954 die Spieler des Empor Lauter zum neu gegründeten SC Empor Rostock delegiert wurden, ging er als einer von zwölf Lauterer Spielern vom Erzgebirge mit an die Ostseeküste und folgte dem Versprechen in Rostock doppeltes Gehalt, eine schöne neue Wohnung in der City, einem Garten an der Küste und Ferienplätze am Meer zu erhalten. Im ersten Oberliga-Punktspiel von Empor Rostock am 14. November 1954 stand er unter Empor-Trainer Oswald Pfau im Ostseestadion gegen Chemie Karl-Marx-Stadt (0:0) in der Startaufstellung. Pöschel stand auch in der 3. Runde im FDGB-Pokal gegen Empor Wurzen (4:1) auf dem Platz und war somit am ersten Pflichtspielsieg des neuen Clubs aus dem Bezirk Rostock beteiligt. Nachdem Empor in der Oberliga bis einschließlich des 15. Spieltags kein einziges Punktspiel gewinnen konnte und lediglich ein Unentschieden einfuhr, somit in der Tabelle vom ersten auf den zwölften Platz abfiel und sich in Abstiegsgefahr begab – Pöschel bestritt bis dorthin jedes Pflichtspiel für Rostock –, folgte am 16. Spieltag der Oberliga-Saison 1954/55 gegen die BSG Motor Zwickau (3:0) der erste Oberliga-Sieg in der noch jungen Vereinshistorie, an dem er seinen Anteil hatte. Wenige Tage vor diesem Sieg stellte sich das Oberliga-Kollektiv auf Anregung der Gesellschaft für Deutsch-Sowjetische Freundschaft (DSF) im Haus der Freundschaft der Kritik Rostocker Werktätiger, die Gründe für die Sieglosserie seit der Gründung des Clubs erfahren wollten. In der Saison 1956 stieg er mit Empor Rostock als Tabellenletzter aus der Oberliga ab und schaffte im Folgejahr den direkten Wiederaufstieg. Dabei war Pöschel mit 23 Punktspielen beteiligt. Für Empor Rostock spielte er bis 1961, absolvierte 93 Oberligaspiele mit vier Toren und wurde in 19 Pokalspielen eingesetzt (ein Tor).
Während seiner Zeit in Rostock stand Pöschel zweimal im Finale des FDGB-Pokals. 1955 scheiterte Empor gegen den SC Wismut Karl-Marx-Stadt mit 2:3 nach Verlängerung. Pöschel hatte als Linksaußenstürmer zum zwischenzeitlichen 2:2 ausgeglichen. 1957 stand Empor als Zweitligist erneut im Endspiel und unterlag diesmal mit Pöschel als rechtem Läufer dem SC Lok Leipzig mit 1:2 nach Verlängerung. 1960 stand Empor zum dritten Mal im FDGB-Pokal-Finale und unterlag erneut – diesmal kam Pöschel jedoch nicht zum Einsatz.
Im Sommer 1961 verließ Pöschel nach sieben Jahren Empor Rostock und ging zum ASK Vorwärts Rostock in die drittklassige II. DDR-Liga. Bereits in der ersten Saison stieg er mit seiner neuen Mannschaft in die I. DDR-Liga auf. 1964 musste er verletzungsbedingt seine Karriere beenden.
1967 kehrte Pöschel zu seinem vorherigen Klub zurück, der 1965 durch Herauslösung der Fußballsektion aus dem Sportclub zum FC Hansa Rostock umstrukturiert worden war. Dort wurde er als ausgebildeter Diplomsportlehrer neben seiner Tätigkeit bei der Rostocker Kinder- und Jugendsportschule Übungsleiter im Nachwuchs und später Mannschaftsleiter der 1. Mannschaft. In den 1970er Jahren war er unter Ernst-Moritz Pahnke stellvertretender Klubvorsitzender.
Im Dezember 2006 verstarb Karl Pöschel im Alter von 75 Jahren.